# الجيرة (ذى وسطى)

تعديل مصدري - تعديل

الجيرة محلة تابعة لقرية ذى وسطى، التابعة لعزلة العارضة بمديرية حبيش إحدى مديريات محافظة إب في الجمهورية اليمنية، بلغ تعداد سكانها 32 حسب تعداد اليمن لعام 2004.